# ماهی افتان
ماهی افتان (نام علمی: Semotilus corporalis) نام یک گونه از تیره کپورماهیان است.